# Troglobie
Pour un article plus général, voir biospéologie.

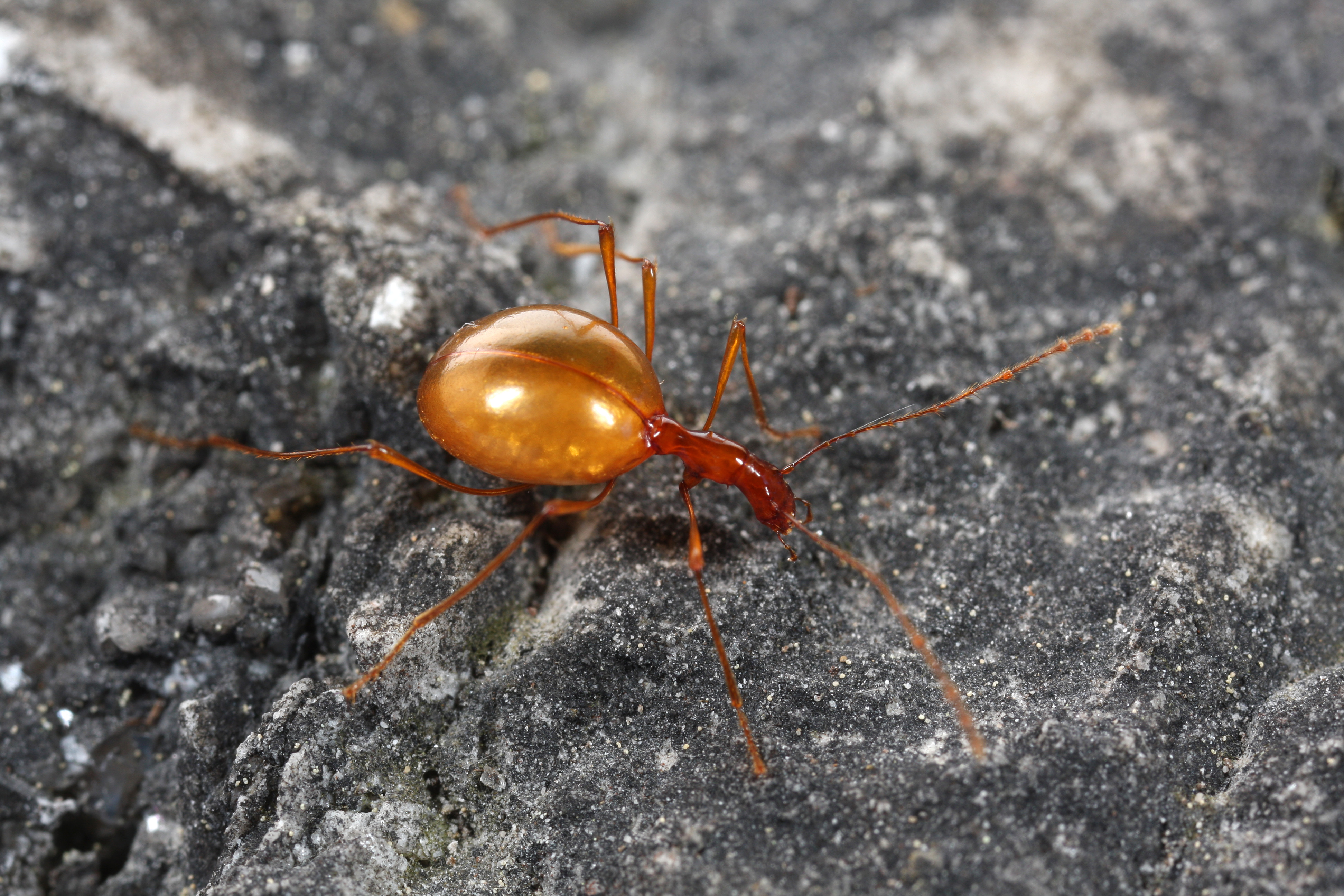
Leptodirus hochenwartii, un coléoptère troglobie des Alpes dinariques.

Le qualificatif troglobie désigne en biospéologie (ou biospéléologie) un type d'animal cavernicole inféodé au milieu souterrain, c'est-à-dire ne pouvant pas survivre ailleurs que dans le milieu souterrain. Il peut s'agir d'organismes aquatiques ou vivant hors de l'eau, ou supportant des immersions temporaires. 
Les animaux ne passant qu'une partie de leur vie en milieu cavernicole, mais ne pouvant se passer de l'extérieur sont appelés troglophiles. Ceux venant occasionnellement dans le milieu souterrain pour des motifs particuliers sont les trogloxènes.
Les troglobies sont parfaitement adaptés au monde souterrain et présentent souvent des caractéristiques anatomiques, morphologiques, physiologiques ou comportementales particulières : la majorité de ces espèces ont notamment perdu leur couleur, ont un sens de la vue peu développé, ou sont adaptées au manque de nourriture, etc.

## Biodiversité
De par le monde il existe des réseaux karstiques ou quelques lieux souterrains, encore mal explorés et considérés comme abritant une biodiversité spécifique :

### En Amérique
On étudie notamment des urodèles cavernicoles et les poissons cavernicoles qui ont perdu la vue.

### En Asie
C'est par exemple le cas des karsts du Guangxi.

### En Europe
C'est le cas de milieux karstiques de la péninsule balkanique situés sous la Slovénie, la Croatie, la Bosnie-Herzégovine et le Monténégro, que certains considèrent comme un petit point chaud de biodiversité.
Ainsi dans les Alpes dinariques (plus grand karst calcaire connu en Europe) ce sont plusieurs milliers de cavernes profondes, de chenaux et de gouffres qui abritent des créatures troglobies. Chaque année des biologistes et spéléologues y découvrent de nouvelles espèces endémiques (plus de 900 déjà découvertes en 2017). Ce contexte a également attiré des braconniers cherchant des spécimens rares qui alimentent un marché noir des troglobies. Dans les années 2010, plusieurs centaines de pièges illégaux ont été mis à jour par les scientifiques dans ces milieux, ce qui déclenche parfois des actions de police.

### Animal cavernicole de l’année
Dans le cadre de l’Année internationale des grottes et du karst 2021 l’Union internationale de spéléologie a désigné animal cavernicole de l’année les coléoptères cavernicoles. L’objectif est d’attirer l’attention du monde sur la diversité zoologique méconnue et l'importance des habitats souterrains, et contribuera ainsi à la prise de conscience mondiale du besoin urgent de protection des grottes.

## Espèces troglobies
Les troglobies sont très souvent des animaux endémiques des grottes où ils vivent et malgré de nombreuses études, ils restent largement méconnus.
Les espèces troglobies sont principalement :
- des insectes (Leptodirus hochenwartii, Anophthalmus hitleri, etc.)
- des arachnides (Banksula melones, Heteropoda maxima, etc.)
- des myriapodes (Eumillipes persephone, Geophilus persephones (en), etc.)
- des poissons (Amblyopsis spelaea, Speoplatyrhinus poulsoni, etc.)
- des crustacés (Niphargus, Caecosphaeroma, etc.)
- des amphibiens (Protée anguillard, certaines salamandres américaines, etc.)

Quand il s'agit de formes adaptées d'espèces de surfaces vivant en profondeur dans les eaux souterraines (par exemple Niphargus), on utilise le terme spécifique de « stygobie ».

## Traits distinctifs
Les troglobies sont les véritables cavernicoles qui ont surpris les premiers observateurs par leur aspect physique, différent de celui des animaux épigés. Bien que lointainement issus d'animaux de surface, ils s'en sont tellement éloignés depuis, physiologiquement et morphologiquement, qu'ils ne peuvent plus survivre longtemps à l'extérieur. Leur développement dépend totalement des grottes, avens, nappes phréatiques qu'ils peuplent et auxquels on dit qu'ils sont inféodés. 
Pour toutes ces raisons, ils forment de nouvelles espèces à part entière, cousines éloignées de celles qui vivent à l'extérieur. Il n'existe donc pas d'herbivores troglobies puisqu'il n'y a pas de végétation chlorophyllienne dans l'obscurité totale, pas d'oiseaux ni de mammifères (le guacharo et les chauves-souris sont des trogloxènes), quelques rares vertébrés (poissons, batraciens) et une foule immense d'invertébrés (insectes, crustacés, mollusques, vers, unicellulaires).
Les espèces hypogées troglobies véritables présentent, par rapport à leurs cousins épigés de la même famille, des traits distinctifs dont les plus fréquents et les plus connus sont les suivants :

### Vision

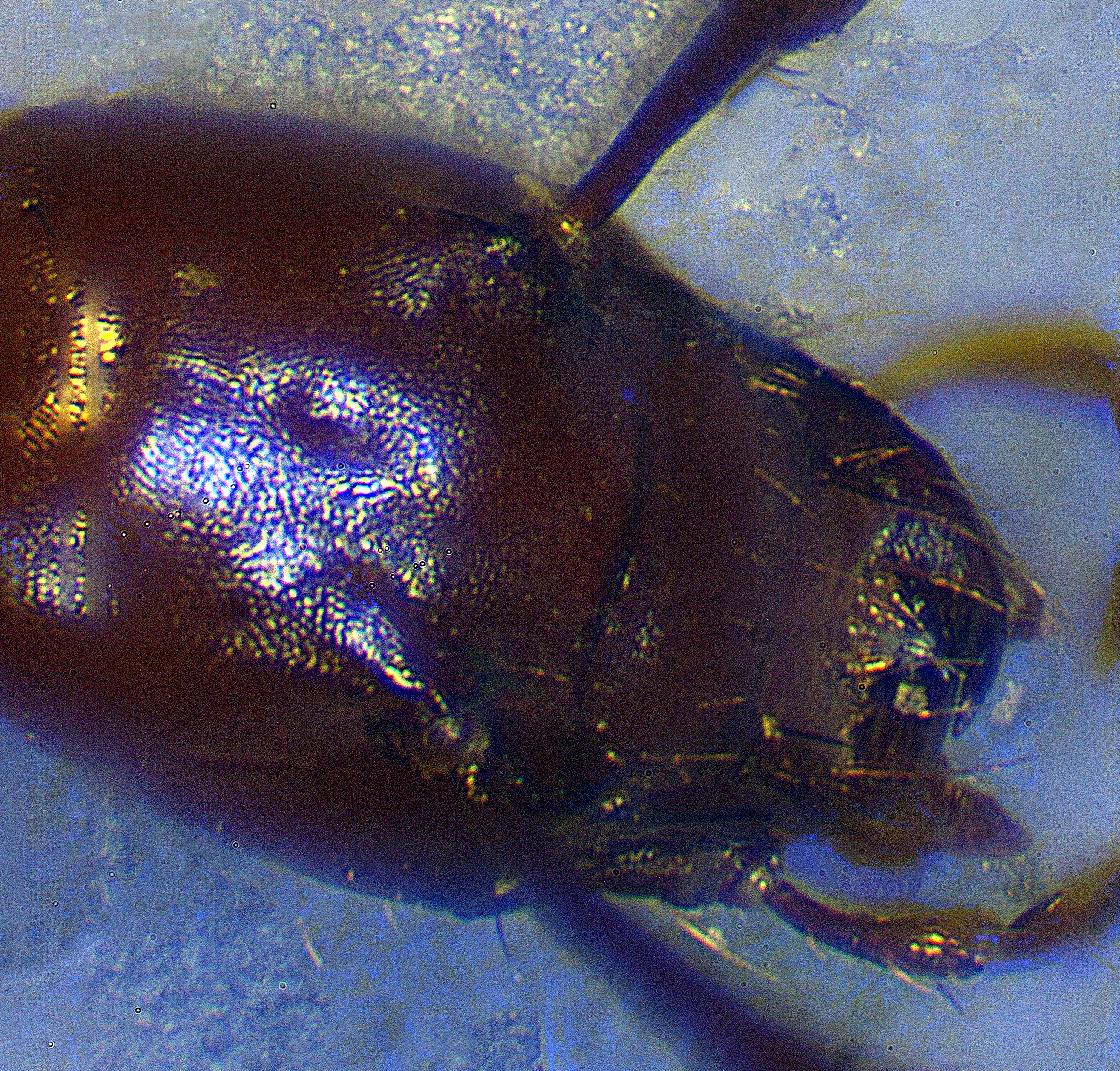
Tête de Glacicavicola bathyscioides : ce coléoptère des États-Unis ne possède plus d'yeux ni de neuropiles optiques.

Les animaux qui vivent dans l'obscurité des grottes sont généralement aveugles et dépigmentés, quel que soit le phylum auquel ils appartiennent. La perte des yeux dans les habitats souterrains, mais aussi marins et nocturnes, est étudiée par les biologistes depuis que Darwin a abordé ce sujet dans son ouvrage L'Origine des espèces. Ce phénomène apparaît systématiquement dans tout le règne animal. De nombreuses espèces dans des groupes aussi divers que les crustacés, les salamandres, les gastéropodes, les araignées et le célèbre tétra aveugle du Mexique ne présentent plus d'yeux (au moins à l'âge adulte), d'autres ont des yeux extrêmement réduits ou non apparents (cachés par de la peau)[réf. nécessaire]. On parle d'évolution régressive lorsqu'une branche de l’évolution perd des caractères acquis par ses ancêtres. Cependant, anophtalme et aveugle sont deux choses différentes : certains cavernicoles sont aveugles bien que pourvus d'yeux[réf. nécessaire].
Pour le tétra aveugle, la perte des yeux a pour avantage de lui permettre d'économiser de l'énergie. Les yeux et le tissu cérébral nécessaire à la vision consomment environ 15 % de l'énergie chez le tétra non aveugle. La perte des yeux chez les animaux cavernicoles s'accompagne souvent de l'amélioration des autres appareils sensoriels. Il est prouvé que le même gène responsable chez les tétras de la perte des yeux augmente également le nombre de papilles gustatives.

### Dépigmentation
Les tissus animaux sont plus ou moins colorés et ces couleurs ont des origines diverses ; phénomènes optiques (reflets des plumes du paon), pigments colorés (parures de la peau des salamandres, teinte rouge de l'hémoglobine), mélanine (bronzage de l'Homo sapiens). Les biospéologues ont pu constater que de nombreuses espèces troglobies avaient le teint plutôt pâle ou étaient presque transparentes (niphargus, protée). 
D'autres pourtant ont encore des couleurs sombres (staphylins). Il semblerait que cette disposition à perdre certains pigments ne soit d'ailleurs pas toujours irréversible, chez le protée par exemple qui devient brunâtre quand il est exposé longtemps à la lumière artificielle. Chez d'autres espèces, l'exposition à la lumière solaire est mortelle (hypersensibilité aux UV) dans un délai allant de quelques secondes (planaires) ou quelques minutes (sphodrides) à quelques dizaines d'heures (niphargus).

### Absence d'ailes
Tous les hypogés troglobies dont les cousins épigés sont ailés sont dépourvus d'ailes complètes, alors que la famille est ptérygote. Bien que leurs élytres soient encore présents, les ailes sont toujours atrophiées, il n'en reste souvent que des traces, des moignons. Encore une fois, ce caractère se rencontre aussi chez certaines espèces épigées (trechus qui vivent dans l'humus).

### Taille et forme du corps
Bien que par le passé, on ait souvent écrit que la taille des troglobies (ainsi que celle de leurs antennes par exemple) était supérieure à celle de leurs cousins des mêmes groupes épigés, aucune règle générale ne semble ressortir de l'examen systématique des espèces du monde souterrain. 
Il semble simplement que l'évolution ait accentué certains caractères déjà présents chez les lignées animales épigées une fois qu'elles se sont retrouvées isolées sous terre. Les opilionidés cavernicoles ont par exemple des pattes encore plus longues que celles de leurs cousins. Si l'écrevisse cavernicole Cambarus tenebrosus est plus grosse que l'écrevisse des ruisseaux, les isopodes, eux, sont devenus minuscules.
L'idée selon laquelle les organes sensoriels des cavernicoles ont augmenté en taille et en nombre pour compenser la perte de la vue, bien que séduisante pour certaines espèces, ne peut pas être généralisée.

### Vidéographie
- « Quelques crustacés des eaux souterraines - Isopodes - Amphipodes »(Archive.org • Wikiwix • Archive.is • Google • Que faire ?), film documentaire de 31 min réalisé par Roger Husson en 1958
- « Faune cavernicole »(Archive.org • Wikiwix • Archive.is • Google • Que faire ?), film documentaire de 23 min réalisé par Albert Vandel en 1959
- « La communauté des cavernes »(Archive.org • Wikiwix • Archive.is • Google • Que faire ?), film documentaire réalisé par T. Barr, R. Buchsbaum et C. Krekeler en 1960
- « Les Trichoptères cavernicoles - Cycle biologique »(Archive.org • Wikiwix • Archive.is • Google • Que faire ?), film documentaire de 8 min réalisé par Philippe Bouvet en 1971
- « Vie souterraine dans le karst », sur Canal-U (consulté le 7 mai 2018), film documentaire de 31 min réalisé par Jean Glenat en 1972, sous la direction scientifique de C. Delamarre-Boutteville et C. Juberthie. 1er prix au Festival international de films spéléologiques d'Olomone en 1973, prix à la VIIIe Semaine internationale de cinéma scientifique et technique de Barcelone en 1975
- « Niphargus, animal cavernicole », sur Canal-U (consulté le 7 mai 2018), film documentaire de 19 min réalisé par Philippe Bouvet en 1973, sous la direction scientifique de Marie-Josée Turquin, par SFRS / Université Claude Bernard (Lyon I), 03/01/1973. 1er prix au Festival international de spéléologie de La-Chapelle-en-Vercors en 1977